# Emil Toudal
Emil Toudal, né le 28 mai 1996 à Rønne, est un coureur cycliste danois.

## Biographie
En mai 2021, Emil Toudal se distingue en remportant une étape de l'Alpes Isère Tour,. Il s'agit de son premier succès obtenu sur une compétition inscrite au calendrier de l'UCI. L'année suivante, il s'impose sur la dernière étape de Tour de Grèce. Il intègre ensuite la formation ColoQuick en 2023. Sous les couleurs de cette structure, il gagne le classement général du Tour du Loir-et-Cher au printemps 2024

## Palmarès et résultats

### Palmarès par année
- 2021
  - 4e étape de l'Alpes Isère Tour
- 2022
  - 5e étape de Tour de Grèce
- 2024
  - 3e étape des 3 Dage i Nord
  - Tour du Loir-et-Cher
- 2025
  - 5e étape du Tour de Bretagne

### Classements mondiaux
| Année                                 | 2019  | 2020 | 2021  | 2022  | 2023  | 2024  |
| ------------------------------------- | ----- | ---- | ----- | ----- | ----- | ----- |
| Classement mondial                    | 2862e | nc   | 2040e | 1717e | 2511e | 1245e |
| UCI Europe Tour                       | 1773e | nc   | 1386e | 1125e | nc    | nc    |
|                                       |       |      |       |       |       |       |
| Légende : nc = non classéSource : UCI |       |      |       |       |       |       |